# غول آبی (مانگا)
غول آبی (به انگلیسی: Blue Giant) یک سریال ژاپنی با مضمون جاز مانگا است که توسط شینیچی ایشیزوکا نوشته و تصویر شده است از می ۲۰۱۴ تا آگوست ۲۰۱۶ در شوگاکوکان کمیک بزرگ به صورت سریالی منتشر شد و فصل‌های آن در ده جلد تانکوبون گردآوری شد.
دنباله‌ای با عنوان ""غول آبی عالی"" در "کمیک بزرگ" از سپتامبر ۲۰۱۶ تا آوریل ۲۰۲۰ پخش شد و فصل‌های آن در یازده تانکوبون گردآوری شد.  سری سوم، با عنوان ""کاوشگر غول آبی"، در "کمیک بزرگ" از می ۲۰۲۰ تا مه ۲۰۲۳ به صورت سریالی منتشر شد و فصل های آن در نه تانکوبون گردآوری شد.سری چهارم، با عنوان «تحرک غول آبی»، در «کمیک بزرگ» در جولای ۲۰۲۳ آغاز شد.
در آمریکای شمالی، این مانگا برای انتشار انگلیسی توسط سرگرمی هفت دریا مجوز دریافت کرده است، که آن را در یک نسخه دو در یک به همه منتشر می کند و جلد اول آن در نوامبر ۲۰۲۰ منتشر شد.یک فیلم اقتباسی انیمه که توسط  (استودیو)NUT در فوریه ۲۰۲۳ در ژاپن اکران شد. 
تا آگوست ۲۰۲۰، مانگا بیش از ۵.۸ میلیون نسخه در تیراژ داشت. در سال ۲۰۱۷، "غول آبی" برنده شصت و دومین شوگاکوکان در بخش عمومی و بیستمین جایزه جشنواره هنرهای رسانه‌ای ژاپن شد.

## خلاصه
دای میاموتو، دانش‌آموز دبیرستانی ساکن سندای، استان میاگی، شخصیتی مستقیم دارد، اما او بدون اینکه بداند در آینده می‌خواهد چه کار کند، زندگی دانشجویی داشت.  یک روز به آهنگ جاز گوش داد و به آن علاقه مند شد.  او شروع به کار پاره وقت برای خرید ساکسیفون می کند.  برادرش ماسایوکی که از آن خبر داشت با قرض یک ساکسیفون خرید و به او هدیه داد .  دای که هر روز بعد از مدرسه در ساحل رودخانه تمرین ساکسیفون می کرد، توسط صاحب یک مغازه آلات موسیقی که هنگام خرید نی با او آشنا شده بود برای اجرای زنده دعوت شد.  یکی از مشتری های همیشگی به او فریاد زد که صدایش فقط بلند و پر سر و صدا است و او با گیج از صحنه پیاده شد و به خانه رفت.  پس از آن، در حالی که تمرین روزانه خود را ادامه می دهد، استاد نوار جاز که دای در آن ظاهر شده است، یویی، مربی کلاس موسیقی را معرفی می کند.   اگرچه او نمرات زیادی به اجرای دای داد، اما دفعه بعد از او دعوت شد که به خانه او بیاید و دای با کمال میل پذیرفت.  با حضور در کلاس ها، عملکرد دای در قدرت افزایش یافت و جنبه ظریف او نیز بهبود یافت.  دای تصمیم می گیرد پس از فارغ التحصیلی از دبیرستان به توکیو نقل مکان کند تا یک نوازنده ساکسیفون شود و مشتریان بار جاز را که در مرحله اول قبل از آمدن به توکیو بر سر او فریاد زدند دعوت می کند تا به اجرای فعلی او گوش دهند.  مشتری ثابت پس از گوش دادن به اجرا تا پایان در حالی که اخم کرده بود فروشگاه را ترک کرد.

## شخصیت ها
دای میاموتو (میاموتو دای میاموتو دای)
جیوتوکو ساوابه (یوکینوری ساوابه)
شونجی تامادا (شونجی تامادا شونجی تامادا)